# 田原市立中山小学校
田原市立中山小学校（たはらしりつ なかやましょうがっこう）は、愛知県田原市中山町にある公立小学校。

## 校区
- 旧・渥美郡渥美町の小学校である。小中山町、中山町の大部分が校区であり、公立中学校に進学する場合は田原市立福江中学校へ進学する[1]。

## 沿革
- 1873年（明治6年） - 渥美郡中山村に第10中学区第29番小学校日新館が開校。神明神社[注釈 1]を仮校舎とする。
- 1878年（明治11年） - 小中山小学校が開校。医王寺[注釈 2]を仮校舎とする。
- 1893年（明治26年） - 日新館が中山尋常小学校、小中山小学校が小中山尋常小学校に改称する。
- 1904年（明治37年） - 中山尋常小学校と小中山尋常小学校を統合し、中山尋常小学校となる。現在地に校舎が完成する。
- 1906年（明治39年）7月16日 - 福江町、清田村、中山村と合併し、福江町となる。
- 1907年（明治40年） - 高等科を設置し、中山尋常高等小学校に改称する。
- 1935年（昭和10年） - 新校舎（木造、一部鉄筋コンクリート造）が完成する。
- 1941年（昭和16年）4月1日 - 福江町中山国民学校に改称する。
- 1947年（昭和22年）4月1日 - 福江町立中山小学校に改称する。
- 1954年（昭和29年） - 1935年建築の校舎を取り壊す[注釈 3][2][出典無効]。新校舎（鉄筋コンクリート造）が完成する。
- 1955年（昭和30年）4月15日 - 福江町、伊良湖岬村、泉村が合併し、渥美町が発足。同時に渥美町立中山小学校に改称する。
- 1957年（昭和32年） - プールが完成する。
- 1965年（昭和40年） - 屋内運動場が完成する。
- 1970年（昭和45年） - 校舎を増築する。
- 1978年（昭和53年） - 新校舎が完成する。
- 1983年（昭和58年） - 新プールが完成する。
- 2002年（平成14年） - 現在の校舎が完成する。
- 2005年（平成17年）10月1日 - 渥美町が田原市に編入される。同時に田原市立中山小学校に改称する。
- 2023年（令和5年） - 開校150周年を迎える[3]。

## 交通アクセス
- 田原市ぐるりんバスぐるりんミニバス中山線「中山小学校前」バス停より徒歩すぐ。

## 周辺施設
- 田原市立福江中学校
- 福江漁港